# Гарнарич
Гарнарич (на арменски: Գառնառիճ) е село и община в Армения, област Ширак. Според Националната статистическа служба на Армения през 2012 г. общината има 262 жители.

## Демография
Броят на населението в годините 1886–2004 е както следва: